# La Croisille
La Croisille é uma comuna francesa na região administrativa da Normandia, no departamento de Eure. Estende-se por uma área de 5,38 km². Em 2010 a comuna tinha 442 habitantes (densidade: 82,2 hab./km²).